# Александър Лидерс
Александър Николаевич Лидерс (на руски: Александр Николаевич Лидерс) е руски военачалник, участвал в повечето войни на Руската империя от първата половина на XIX век: войните с Наполеон, с Турция (от 1806 – 1812, 1828 – 1829, 1853 – 1856), в завоюването на Кавказ и в потушаването на Полското въстание от 1831 и на Унгарската революция от 1848 – 1849 година.

## Военна кариера
Лидерс постъпва на служба в руската армия през 1805 година. През 1810 година взима участие като младши офицер във войната с Османската империя. Участва в отблъскването на нашествието на Наполеон през 1812 и в преследването му в Германия. Ранен е тежко при Кулм през 1813 година. Към края на войните с французите Лидерс достига чин майор.
По време на руско-турската война от 1828 – 1829 година Лидерс командва пехотен полк (37-и егерски) в Добруджа. Повишен е в чин генерал-майор. През 1831 предвожда пехотна бригада в Полша. За участието си в щурма на Вола е произведен в генерал-лейтенант.
През 40–те години генерал Лидерс командва пехотен корпус в Кавказ. През 1848 година оглавява окупационните войски в Дунавските княжества. През следващата година настъпва с корпуса си от Влахия срещу унгарските въстаници в Трансилвания и усмирява областта.
След Кримската война Лидерс се уволнява, поради болест, и живее в имението си Подолска губерния. През 1861 година цар Александър II го назначава за наместник на Полша. Лидерс напуска поста година по-късно.